# Neil Tennant
Neil Francis Tennant (ur. 10 lipca 1954 w North Shields, Northumberland) – angielski muzyk i wokalista, dziennikarz muzyczny, członek duetu Pet Shop Boys.

## Życiorys
Uczęszczał do chłopięcej szkoły klasztornej St. Cuthbert's Grammar School. W latach 70. przeniósł się do Londynu, gdzie ukończył historię na Polytechnic of North London. Po studiach pracował jako redaktor w wydawnictwach książkowych i w czasopiśmie muzycznym „Smash Hits”. Na początku lat 80. poświęcił się muzyce. Wraz z kompozytorem Chrisem Lowe'em, jako Pet Shop Boys, wydali kilkanaście płyt długogrających i wylansowali dziesiątki światowych przebojów. Występował również w zespole Electronic.
Jest gejem, coming outu dokonał w roku 1994.